# Aurelio Juri
Aurelio Juri (Pola, 27 luglio 1949) è un politico e giornalista sloveno, di nazionalità e madrelingua italiana.
Juri è nato in una famiglia di cultura e lingua italiana nella città istriana di Pola (oggi in Croazia). Già nell'infanzia si trasferì con la famiglia a Capodistria (Slovenia), dove cominciò la carriera politica nelle file del Lega dei Comunisti della Slovenia.
Nel 1978 fu nominato membro della giunta comunale di Capodistria, e nel 1989 divenne membro del Comitato Centrale del Partito Comunista di Slovenia, dove si alleò con l'ala riformatrice del partito guidata da Milan Kučan. Tra il 1986 e il 1990 fu presidente della Unione Italiana di Capodistria. Nel 1994 fu eletto sindaco di Capodistria, ma già nel 1996 lasciò l'incarico dopo aver conseguito un seggio al Parlamento sloveno. Rimase deputato per i Socialdemocratici per tre mandati consecutivi, dal 1996 al 2008.
Il 7 novembre 2008 sostituì il leader del partito Borut Pahor, nominato Primo Ministro, al Parlamento europeo. È stato membro della "Commissione per il controllo dei bilanci", della "Commissione per gli affari costituzionali" e della "Delegazione alla commissione parlamentare mista UE-Croazia", oltre che membro sostituto della "Commissione per gli affari esteri".